# 文艺评论
文艺评论是描述、分析、解释和评判艺术作品的过程和结果。文艺评论可根据所考虑的对象而不是方法论（通过分析其哲学）来定义：文学、建筑、绘画、音乐、表演（戏剧、舞蹈）、流媒体（电影、电视、网络视频）、电子游戏等。
文艺评论通过口头、书面（包括书籍、学术期刊、流行杂志）、网络等方式发表。